# Epirrhoe edelsteni
Epirrhoe edelsteni es una especie de polilla de la familia Geometridae, descrita por primera vez por el entomólogo Louis Beethoven Prout en 1916, con distribución en Sudáfrica, probablemente en Namibia. El holotipo de la especie, un espécimen masculino, fue descrito en la ciudad de Knysna. Tiene gran parecido con otra especie de Sudáfrica, Mimoclystia undulosata.
El patrón de las alas anteriores es marrón con múltiples líneas crenadas o festonadas. Se desconocen las asociaciones con plantas hospedadoras y las orugas. Es una especie multivoltina; los adultos vuelan durante todo el año y prefieren el hábitat karoo árido de Sudáfrica, la sabana arbolada de África austral y la vegetación tipo Renosterveld de las Áreas protegidas de la Región Floral del Cabo.